# 中村剛治郎
中村 剛治郎（なかむら こうじろう、1947年6月 - ）は、日本の経済学者。専門は地域経済学。横浜国立大学名誉教授、前龍谷大学教授。大阪市立大学商学博士。

## 人物・経歴
京都市生まれ。1979年大阪市立大学大学院経営学研究科博士課程商学専攻単位修得満期退学（2004年、大阪市立大学にて商学博士取得）。
1981年金沢大学経済学部講師。同助教授を経て、1984年から横浜国立大学経済学部助教授。同学部教授、横浜国立大学大学院国際社会科学研究科教授を経て、2012年から2018年まで龍谷大学政策学部政策学科教授。
1997年4月から2006年10月まで日本地域経済学会の理事長を歴任し、2006年11月から2009年10月までは同学会の会長に就任。地域経済を研究する独自の分析視角として地域政治経済学を提唱。

## 著書及び論文

### 単著
- 『地域政治経済学』（有斐閣、2004年）

### 編著
- 『地域経済学』（宮本憲一、横田茂との共編著、有斐閣ブックス、1990年）
- 『地域の力を日本の活力に－新時代の地域経済学』（全国信用金庫協会、2005年）
- 『基本ケースで学ぶ地域経済学』（有斐閣ブックス、2008年）